# Constellation (miniserie televisiva)
Constellation è una miniserie televisiva di genere thriller psicologico e fantascienza scritta da Peter Harness, basata su un concetto di Sean Jablonski, con protagonisti Noomi Rapace, Jonathan Banks, James D'Arcy, Julian Looman, Henry David, William Catlett e Barbara Sukowa. È stata trasmessa dal 21 febbraio al 27 marzo 2024 dal servizio video on demand Apple TV+. Inizialmente pensata come serie televisiva in più stagioni, il 10 maggio 2024 Apple ha annunciato che la serie è stata cancellata dopo una sola stagione.

## Trama
Un oggetto non identificato si scontra con la Stazione spaziale internazionale, provocando la morte di uno dei cinque astronauti a bordo e paralizzando la maggior parte dei sistemi di bordo e uno dei moduli di discesa Soyuz. Tre degli astronauti sopravvissuti effettuano un'evacuazione di emergenza in un altro Soyuz, lasciando indietro l'astronauta svedese Jo Ericsson dell'Agenzia spaziale europea per riparare la Soyuz danneggiata. Quando ritorna a terra con il corpo del compagno di squadra morto, scopre che parti della sua vita mancano o non sono come le ricorda.

## Personaggi e interpreti

### Personaggi principali
- Johanna "Jo" Ericsson, interpretata da Noomi Rapace, doppiata da Federica De Bortoli.
Astronauta svedese dell'ESA.
- Henry Caldera e Bud Caldera, interpretati da Jonathan Banks, doppiati da Stefano Mondini.
Henry è consulente scientifico capo dei Rocket Propulsion Laboratories di Pasadena, responsabile dell'esperimento con il CAL[N 1]. Bud è un ex astronauta caduto in disgrazia a causa di un incidente in cui persero la vita due suoi colleghi.
- Magnus Taylor, interpretato da James D'Arcy, doppiato da Fabrizio Manfredi.
Marito di Jo e padre di Alice, è un insegnante di scuola dell'infanzia della sede ESA di Colonia.
- Alice Ericsson-Taylor, interpretata da Davina Coleman e Rosie Coleman, doppiata da Sveva Lucentini.
Figlia di Jo e Magnus.
- Frederic Duverger, interpretato da Julian Looman, doppiato da Carlo Scipioni.
Responsabile dell'ESA, istruttore di Ericcson.
- Ilya Andreev, interpretato da Henry David, doppiato da Marco Vivio.
Cosmonauta russo della Roscosmos.
- Paul Lancaster, interpretato da William Catlett, doppiato da Marco Giansante.
Astronauta statunitense della NASA, comandante della missione sulla ISS.
- Irena Valentina "Valya" Lysenko, interpretata da Barbara Sukowa, doppiata da Graziella Polesinanti.
Responsabile della Roscosmos ed ex cosmonauta.
- Yazmina Suri, interpretata da Sandra Teles, doppiata da Sophia De Pietro.
Astronauta britannica dell'ESA.
- Audrey Brostin, interpretato da Carole Weyers, doppiato da Francesca Manicone.
Astronauta francese dell'ESA.

### Personaggi secondari
- Sergej Vassiliev, interpretato da Lenn Kudrjawizki, doppiato da Roberto Gammino.
Operatore della Roscosmos.
- Erica/Frida Lancaster, interpretate da Rebecca Scroggs, doppiate da Letizia Lucchini.
Moglie di Paul.
- Lenora Bright, interpretata da Clare-Hope Ashitey, doppiata da Guendalina Ward.
Agente dell'FBI che indaga su Bud.
- Michaela Moyone, interpretata da Chipo Chung, doppiata da Francesca Bielli.
Operatrice della NASA.
- Ian Rogers, interpretato da Shaun Dingwall, doppiato da Andrea Ward.
Giornalista complottista.
- Wendy Lancaster, interpretata da Sadie Sweet, doppiata da Alice Pantile.
Figlia di Paul ed Erika/Frida.
- Eryn Lafferty, interpretata da Elenor Fanyinka, doppiata da Valentina Stredini.
Scienziata, collega di Henry Caldera.

## Produzione
Nell'aprile 2022 è stato annunciato che Apple TV+ aveva dato il via libera alla serie creata da Peter Harness. Noomi Rapace e Jonathan Banks sono stati annunciati come protagonisti con la regia di Michelle MacLaren. Il mese successivo, James D'Arcy si è unito al cast, e Oliver Hirschbiegel e Joseph Cedar sono stati annunciati come registi aggiuntivi degli episodi. Lo scrittore Robert Shearman ha collaborato alla scrittura della serie.
La produzione ha ricevuto una sovvenzione record di 10 milioni di euro dal German Motion Picture Fund (GMPF) del governo tedesco, e 1.5 milioni di euro in incentivi alla produzione da parte di Business Finland.
Le riprese sono iniziate nel giugno 2022 a Colonia e nel luglio 2022 a Berlino e si sono svolte anche nel gennaio-febbraio 2023 a Inari e Ivalo, nella Lapponia finlandese, che rappresentavano le località della Svezia settentrionale raffigurate nella serie.
Nell'agosto 2023, il quotidiano finlandese Helsingin Sanomat ha riferito che le società di produzione della serie non erano riuscite a pagare oltre un milione di euro per i servizi utilizzati dalla troupe cinematografica nella Lapponia finlandese, comprese società immobiliari, servizi di catering e casting e un appaltatore elettrico. Nel settembre 2023, Helsingin Sanomat ha riferito che la società di produzione Turbine Studios aveva contattato i suoi creditori via e-mail, annunciando la sua intenzione di pagare le spese non pagate. Poiché la serie ha avuto la sua anteprima mondiale il 21 febbraio 2024, il tabloid finlandese Ilta-Sanomat ha confermato che nell'autunno precedente era stata saldata una soluzione per i debiti, ma gli appaltatori non hanno potuto commentare i termini a causa di una mancata divulgazione dell'accordo.
A fine marzo 2024 lo showrunner Peter Harness ha annunciato una probabile seconda stagione, ma nel maggio successivo Apple ne ha annunciato la chiusura.

## Colonna sonora
Le musiche della serie sono state composte dal musicista britannico Ben Salisbury e dalla compositrice finlandese Suvi-Eeva Äikäs. L'open track degli episodi 3–8 è Tellur del compositore tedesco Dieter Dolezel.

### Tracce
Dove non specificato, gli interpreti dei brani sono Ben Salisbury e Suvi-Eeva Äikäs.
1. The Snow Road / Alice's Theme – 4:41
2. Jo's Theme – 2:13
3. Across the Frozen Lake – 2:46
4. My Eyes Are Always On You – 2:47
5. The Worst News  – 1:50
6. Search Party – 2:20
7. Somewhere in Space Hangs My Heart – 1:52
8. Through the Lookіng Glass – 2:53
9. Ben Salisbury, Suvi-Eeva Äikäs & FAME's Studio Orchestra – The Madness – 4:37
10. Fire in Zayra / Spacewalk – 5:03
11. Coming to Terms – 3:01
12. Ben Salisbury, Suvi-Eeva Äikäs & FAME'S Studio Orchestra – Through Flames / I'm Your Alice – 7:14
13. Home – 2:25
14. She Tricks Me – 1:51
15. Alice Runs Away – 2:28
16. A Trail of Beads – 1:28
17. Untethered – 3:45
18. The Wounded Angel – 2:37
19. Jo's Theme Reprise – 1:46
20. The Truth – 1:45
21. Lullaby[N 2] – 3:48

### Altre tracce
1. Kikki Danielsson – Öar I Ett Hav (Islands In the Stream) – 3:37
2. Surrogate Sibling – Tellur[N 3] – 4:38
3. Bobby Darin – The Other Half Of Me – 2:30
4. Sergej Vasil'evič Rachmaninov – Prelude in C-sharp minor (Op. 3 No. 2) – 3:48

## Accoglienza
L'aggregatore di recensioni Rotten Tomatoes ha riportato un indice di gradimento del 71% su 52 recensioni con un voto medio di 6.50/10. Il consenso dei critici del sito web recita: «Le performance solide e l'atmosfera inquietante della prima stagione di Constellation ingaggiano alcune notevoli turbolenze narrative lungo la trama». Su Metacritic la serie ha un punteggio medio ponderato di 63 su 100 basato su 23 recensioni.
Caterina Sabato di Cinematographe.it dà una valutazione di 3.7/5 e afferma che «Constellation dosa perfettamente suspense, mistero e azione».
Sul Cineocchio, Gioia Majuna definisce la serie «intrigante nelle premesse ma deludente nella seconda metà, in cui emergono due anime che non riescono a convivere in modo convincente».
Lorenza Negri di Wired accosta Constellation alla quarta stagione, acclamata dalla critica, di True Detective, definendola «[...] un horror straniante e suggestivo evocativo di True Detective: Night Country. Le due serie sono ammantate dello stesso mistico mistero, dalla stessa insinuazione che una cospirazione e insabbiamento siano in atto, dall'idea che la percezione paranormale sia l'unico strumento valido di una mente razionale a una realtà inconcepibile. [...] [Constellation è] un'inquietante favola nera immersa nel candore solitario del ghiaccio e della neve».
Federico Vascotto di Movieplayer.it valuta la serie con 3.5/5 affermando che «non tutto è mescolato al meglio e la tensione narrativa non riesce a mantenersi per tutta la durata, ma nel complesso ci sembra un'operazione che merita attenzione».
Su Today, Claudio Pizzigallo definisce la serie «clamorosamente ben fatta», «una storia che cattura e fa riflettere», e dà una votazione di 9/10.

## Espedienti narrativi

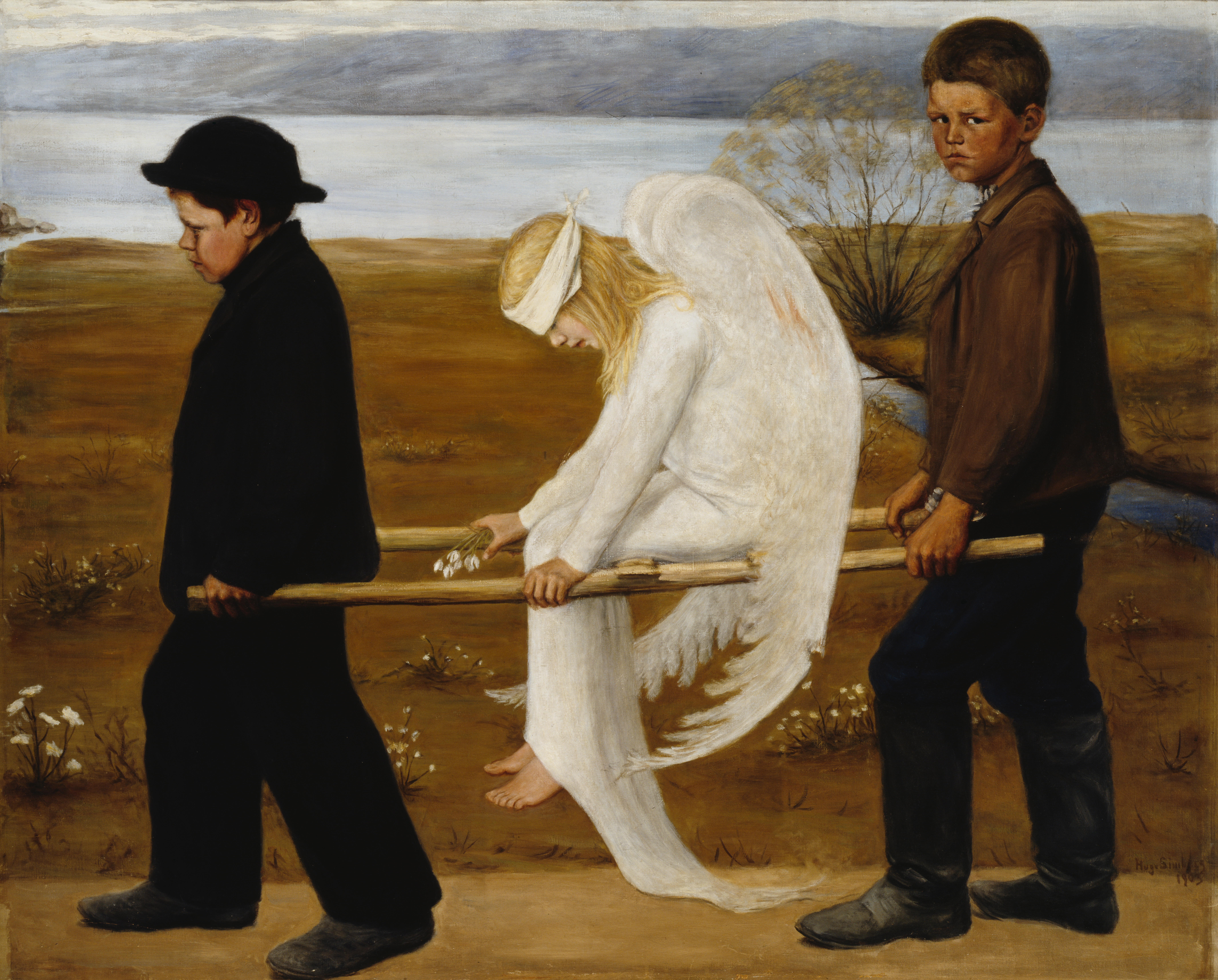
Dipinto L'angelo ferito (1903) di Hugo Simberg

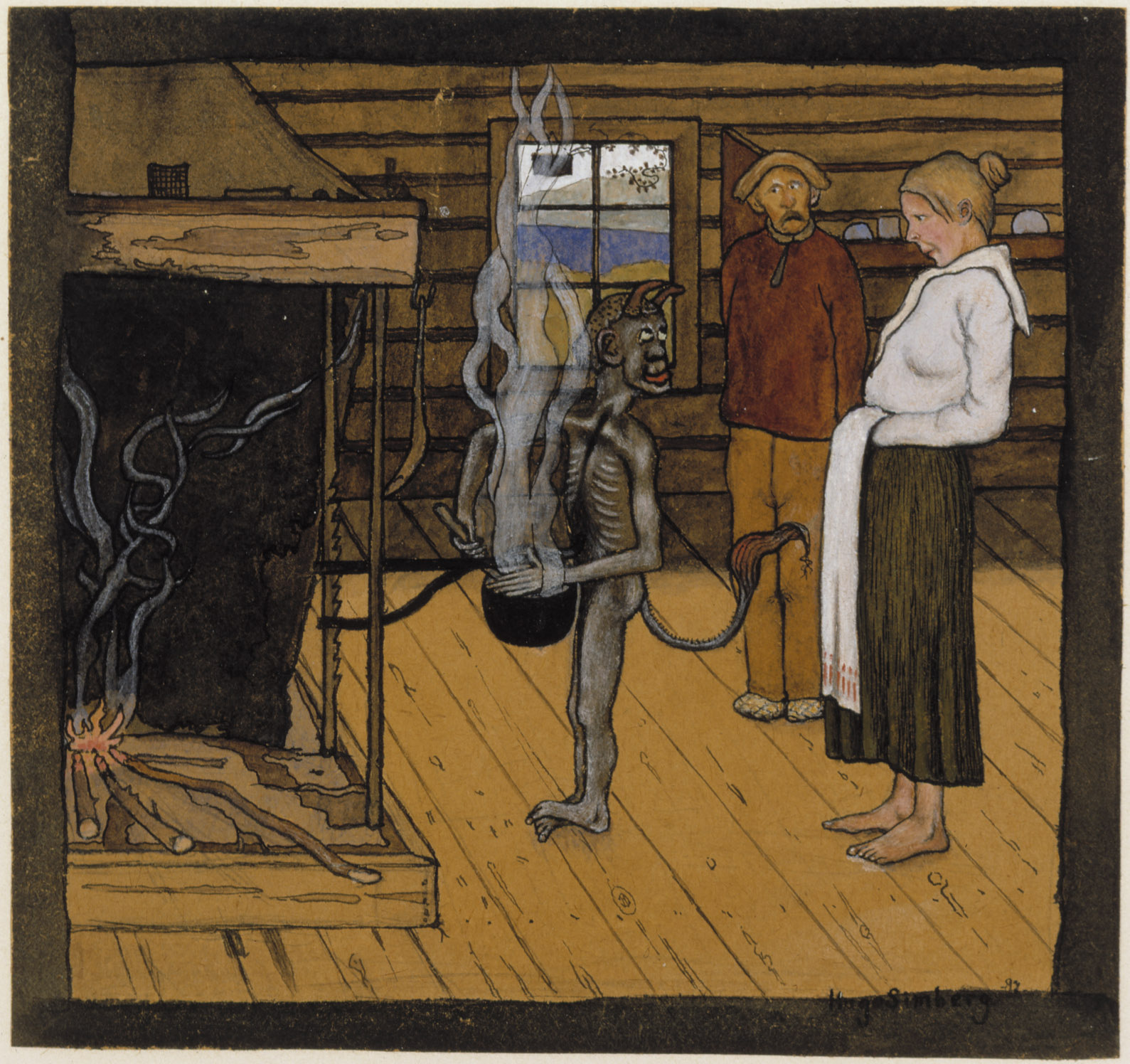
Dipinto Il demone della pentola (1897) di Hugo Simberg

Due dipinti del pittore simbolista finlandese Hugo Simberg svolgono un ruolo simbolico nelle scene della baita: L'angelo ferito (che è anche il titolo dell'episodio di apertura della serie) e Il demone della pentola (in finlandese Piru padan ääressä, ‘Il diavolo vicino al calderone’). I due quadri appaiono in entrambi gli universi, ma in posizioni invertite. Due dipinti ibridi dei precedenti (il diavolo della pentola trasportato da due persone e un angelo ferito vicino a un focolare, che non sono di Simberg) appaiono nella baita "fantasma" fra i due mondi dove le due Alice comunicano fra di loro.
La serie è basata sul fenomeno della correlazione quantistica (entanglement) secondo la teoria dell'interpretazione a molti mondi del paradosso del gatto di Schrödinger; viene inoltre citato più volte il concetto di spazio liminale.